# 1. česká národní hokejová liga 1977/1978
1. česká národní hokejová liga 1977/1978 byla 9. ročníkem jedné ze skupin československé druhé nejvyšší hokejové soutěže.

## Systém soutěže
Všech 12 týmů se utkalo čtyřkolově každý s každým (celkem 44 kol). Vítěz základní části postoupil do kvalifikace o nejvyšší soutěž, ve které se střetnul s vítězem 1. SNHL v sérii na čtyři vítězné zápasy. Vítěz této série postoupil do dalšího ročníku nejvyšší soutěže.
Týmy na posledních dvou místech sestoupily do 2. ČNHL.

## Základní část
| Poř. | Tým                         | Z  | V  | R  | P  | VG  | OG  | B  |
| ---- | --------------------------- | -- | -- | -- | -- | --- | --- | -- |
| 1.   | TJ Gottwaldov               | 44 | 31 | 2  | 11 | 203 | 120 | 64 |
| 2.   | TJ Slezan STS Opava         | 44 | 27 | 6  | 11 | 212 | 124 | 60 |
| 3.   | ASD Dukla Jihlava B         | 44 | 25 | 5  | 14 | 155 | 120 | 55 |
| 4.   | TJ Stadion PS Liberec       | 44 | 19 | 10 | 15 | 168 | 142 | 48 |
| 5.   | TJ Slovan NV Ústí nad Labem | 44 | 19 | 9  | 16 | 156 | 137 | 47 |
| 6.   | TJ VTŽ Chomutov             | 44 | 20 | 5  | 19 | 170 | 174 | 45 |
| 7.   | TJ ZVVZ Milevsko            | 44 | 19 | 7  | 18 | 143 | 158 | 45 |
| 8.   | TJ Ingstav Brno             | 44 | 18 | 8  | 18 | 161 | 167 | 44 |
| 9.   | TJ Moravia DS Olomouc       | 44 | 17 | 9  | 18 | 126 | 142 | 43 |
| 10.  | TJ Meochema Přerov          | 44 | 16 | 9  | 19 | 136 | 136 | 41 |
| 11.  | TJ Baník ČSA Karviná        | 44 | 10 | 3  | 31 | 111 | 183 | 23 |
| 12.  | TJ Poldi SONP Kladno B      | 44 | 6  | 1  | 37 | 106 | 244 | 13 |

Tým TJ Gottwaldov postoupil do kvalifikace o nejvyšší soutěž, kde se utkal s vítězem 1. SNHL TJ LB Zvolen, kterého porazil 4:2 na zápasy (3:5, 2:1, 0:3, 4:3, 5:2, 4:0) a postoupil do nejvyšší soutěže.
Týmy TJ Baník ČSA Karviná a TJ Poldi SONP Kladno B sestoupily do 2. ČNHL.